# Новая Урга
Новая Урга — упразднённое село в Шимановском районе Амурской области России. Исключено из учётных данных в 1976 году.

## География
Село располагалось на левом берегу реки Урга, на расстоянии примерно 12 километров (по прямой) к востоку от села Мухино.

## История
Село основано в 1914 году. По данным на 1916 год село Ургинское состояла из 20 дворов (население составляло 112 человек) и входила в состав Гондаттиевской волости 3 стана Амурского уезда Амурской области.
По данным 1926 года в Ново-Урге имелось 10 хозяйств крестьянского типа и проживало 54 человека (26 мужчин и 28 женщин). В национальном составе населения преобладали русские. В административном отношении входило в состав Беловежского сельсовета Свободненского района Амурского округа Дальневосточного края.
Решением Амурского исполкома от 18 мая 1976 года № 208, село Новая Урга исключено из учётных данных как фактически не существующее.